# Ralph Rose
Ralph Aldo Rose (Healdsburg, 17 de março de 1885 - San Francisco, 16 de outubro de 1913) foi um atleta e campeão olímpico norte-americano, especializado em provas de campo, especialmente no arremesso de peso. Participante de três Jogos Olímpicos, conquistou um total de três medalhas de ouro, duas de prata e uma de bronze.

## St. Louis 1904
Um gigante de 1,97 m e 110 kg, entre 1907 e 1909 ele quebrou cinco vezes o recorde mundial do arremesso de peso. Sua marca conseguida em 1909 (15,32 m)  durou como recorde por 16 anos. Em St. Louis 1904, um atleta eclético de provas de campo, ele ganhou o ouro no peso - quebrando o recorde mundial - a prata no lançamento de disco e o bronze no lançamento do martelo.

## O incidente da bandeira
Quatro anos depois, em Londres 1908, Rose foi bicampeão olímpico no peso, com a marca de 14,21 m. Mas sua participação neste Jogos é mais lembrada pelo "incidente da bandeira". Durante o desfile de abertura, como porta-bandeira da delegação americana, Rose recusou-se a inclinar a bandeira dos Estados Unidos ao passar em frente ao camarote do rei da Inglaterra, o que fizeram toda as outra delegações, um ato que criou um clima ácido entre os EUA e a Grã-Bretanha. No decorrer dos Jogos, muitas das decisões dos juízes britânicos foram contra os americanos e porta-vozes da delegação americana declaravam que isso vinha da polarização das competições entre britânicos e americanos, em parte causada pelo incidente da bandeira. Sobre ele, Martin Sheridan, também campeão olímpico em Londres, teria declarado: "Esta bandeira não se curva para nenhum rei terreno". Entretanto, o incidente não tem evidências de ter causado antipatia pelos americanos entre o público britânico, nem que Sheridan tenha dito a sua famosa frase, o que só apareceu na imprensa em 1952.

## Estocolmo 1912
Rose ainda participou de uma terceira Olimpíada, Estocolmo 1912, onde conquistou mais um ouro, numa modalidade única do arremesso de peso, feito com as duas mãos. Esta modalidade consistia de três arremessos com cada uma das mãos. A distância do melhor arremesso de cada mão era somada, com a distância total definindo o vencedor. Foi disputada apenas nestes Jogos. Além do ouro, ainda conquistou uma prata no arremesso de peso clássico e foi finalista do lançamento do disco e do martelo.
Ralph Rose morreu jovem, aos 28 anos, vítima de febre tifóide, em outubro de 1913, em San Francisco, Califórnia.